# Febbre emorragica Congo-Crimea
La febbre emorragica Congo-Crimea (CCHF, Crimean-Congo Hemorrhagic Fever) è una febbre virale emorragica causata da un virus della famiglia Nairovirus dell'ordine Bunyavirales, trasmesso dalle zecche appartenenti al genere Hyalomma.
Questo virus provoca epidemie di febbre emorragica con un tasso di mortalità del 30%. La febbre emorragica Congo-Crimea è stata identificata in circa 30 paesi in tutto il mondo.
Negli ultimi anni i casi sono aumentati e sono stati identificati in paesi endemici come Sudafrica, Senegal, Kenya, Mauritania, Albania, Bulgaria, Kosovo, Grecia, Turchia, Russia, Georgia, Tagikistan, Iran, Afghanistan e Pakistan.

## Storia ed epidemiologia
La malattia fu descritta per la prima volta in Crimea nel 1944. Soltanto nel 1969 si scoprì che il patogeno che causò la febbre emorragica in Crimea era lo stesso virus che colpì un bambino in Congo nel 1956: dall’unione di questi due toponimi si creò il nome febbre emorragica Congo-Crimea.
Nel 2001 sono stati registrati casi in Kosovo, Albania, Sudafrica, Iran e Pakistan.

### Africa
- Sudafrica Nel 1984 è stato segnalato un caso di infezione da parte di un addetto in un mattatoio di struzzi in Sudafrica[5]. Nel 1996, sempre in un mattatoio di struzzi, ad Oudtshoorn, in un’epidemia 17 dipendenti hanno contratto la CCHF.[5][6]

### Europa
- Kosovo L'Istituto della Pubblica Salute del Kosovo ha dichiarato che tra il 1995 e l’agosto del 2013 sono stati registrati 228 casi, con un tasso di mortalità pari al 25.5%.[7]
- Spagna Nell'agosto del 2016 si sospetta che un decesso sia avvenuto dopo una puntura di zecca avvenuta in Spagna, nella zona di Avila.[8]
- Germania Nel dicembre del 2016 si è scoperto che un uomo morì di CCHF tra il 600 e il 450 a.C. in una località dell'attuale Germania[9].

### Asia
- Iran Tra giugno del 1999 e febbraio del 2004 sono stati registrati 255 pazienti affetti da CCHF nell’Iran sudorientale[10]. Nel marzo del 2007 tre macellai presso Najafabad, in Iran, hanno contratto la malattia. Due settimane dopo è stato contagiato anche un addetto di un allevamento di struzzi a Tiran.[11]. Tra il 5 giugno 2010 e l’8 giugno 2013 sono stati ricoverati presso lo Shahid Sadoughi Hospital a Yazd 9 pazienti affetti da CCHF.[12].
- Turchia Tra il 2002 e il 2008 il Ministero della Salute della Turchia ha dichiarato 3128 casi di CCHF, con un tasso di mortalità del 5%[13]. Il 28 luglio 2005 le autorità turche hanno registrato 41 casi presso Yozgat.[4]. Nell’agosto del 2008 sono morte 50 persone per CCHF in diverse città della Turchia.
- Oman Nel 2011 si è osservato in Oman il primo caso di CCHF.[10]
- Afganistan Nell’ottobre del 2012 un uomo inglese è morto per la malattia presso il Royal Free Hospital di Londra. L’uomo era tornato da Kabul, Afghanistan.[14]

## Patogenesi

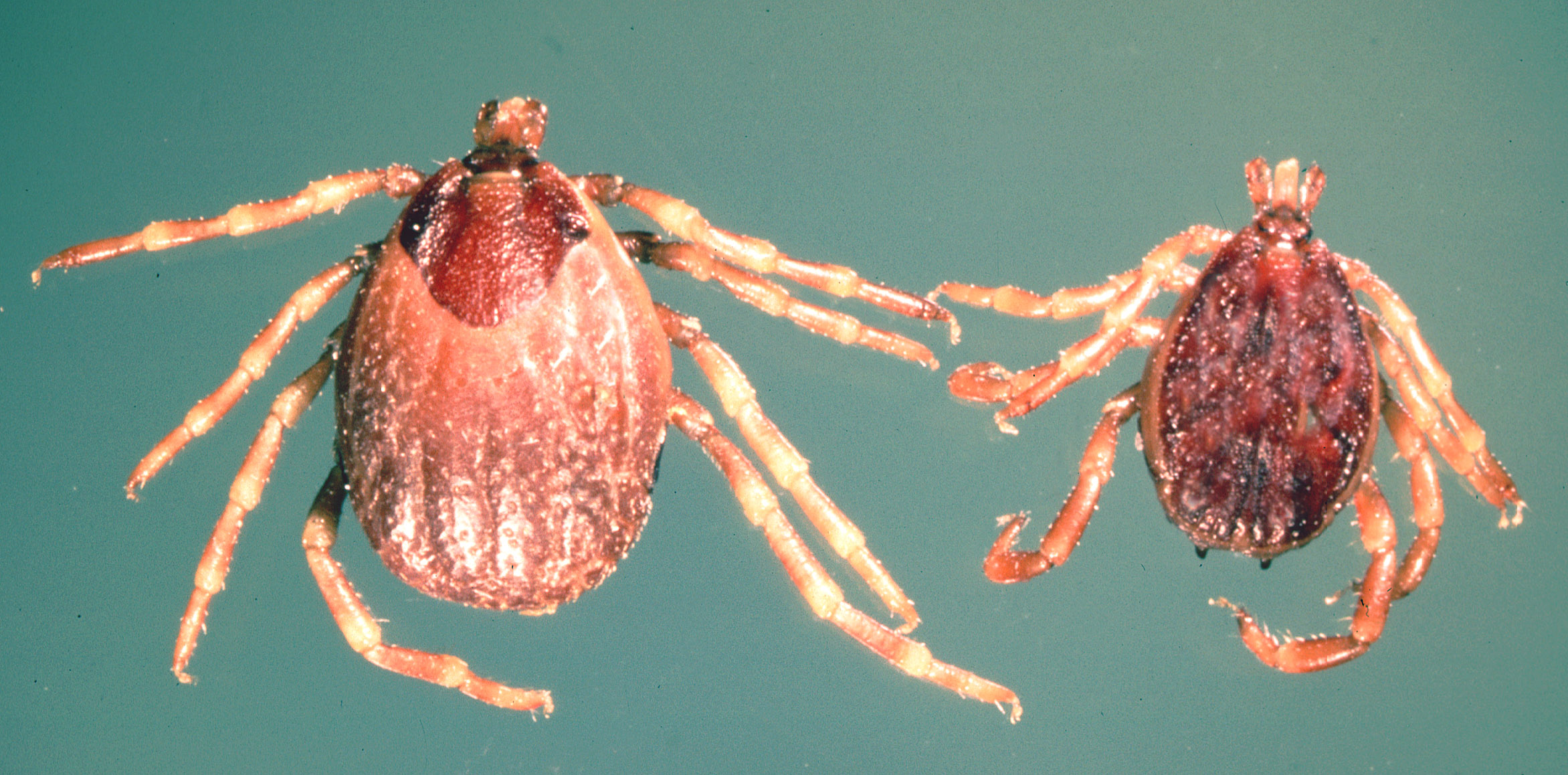
Zecche del genere Hyalomma. Da sinistra a destra, femmina e maschio

Vettori e serbatoi della malattia sono le zecche. Sebbene diversi generi di zecche possano contrarre il virus, quelle appartenenti al genere Hyalomma, diffuse normalmente negli animali da allevamento, sono il principale vettore di trasmissione.
Gli ixodidi sono immuni al virus e, dopo essere stati infettati, rimangono tali attraverso i diversi stadi di sviluppo. Può accadere anche una trasmissione del virus da zecca a zecca e in quel caso si verifica per via transovarica e per via venerea.
Le larve e le ninfe vengono ospitate da mammiferi di piccola taglia, come topi, conigli, lepri, e da uccelli che si posano sul terreno. Gli adulti invece si alimentano su animali di taglia più grande, come bovini, ovini e caprini.
Il morso infetto trasmette il virus agli animali, nei quali, dopo l’infezione, rimane in circolo per circa una settimana, permettendo così al ciclo zecche-animale-zecche di proseguire con un'altra puntura di zecca. L’animale viremico appare tuttavia clinicamente sano e ciò può costituire un rischio per le persone che lavorano a stretto contatto con gli animali nelle zone endemiche, spesso effettuando operazioni cruente, come macellazioni, castrazioni e decornazioni, venendo esposti a tessuti e sangue infetti.
La trasmissione all’uomo può avvenire attraverso morso o contatto dei fluidi della zecca oppure attraverso contatto diretto con sangue, altri fluidi corporei o tessuti di animali o uomini infetti.
Il virus può costituire una grave minaccia solamente per gli esseri umani e per i topi neonati, i quali possono morire a causa dell’infezione. Gli altri animali presentano solo una lieve infezione o non sono sensibili. Molti uccelli sono immuni al virus, ma gli struzzi risultano essere quelli più vulnerabili.
La durata del periodo di incubazione dipende dalla modalità di acquisizione del contagio. In seguito alla puntura della zecca l'incubazione è compresa tra il primo e il terzo giorno, fino ad un massimo di 9 giorni. Il periodo di incubazione successivo ad un contatto con sangue o con tessuti infetti è compreso tra 5 e 6 giorni, fino ad un massimo registrato di 13 giorni.

## Clinica

### Segni e sintomi
La malattia presenta una sintomatologia variabile. Durante la fase iniziale è difficilmente distinguibile da altre malattie febbrili. L’esordio della malattia è improvviso con febbre, cefalea, fotofobia e bruciore agli occhi, dolore e rigidità al collo, vertigini, dolori articolari, dolori lombari, inappetenza e brividi. Inizialmente possono anche comparire nausea, vomito, diarrea, mal di gola, dolori addominali, fegato ingrossato, seguiti anche da confusione e sbalzi d’umore.
Dal secondo al quarto giorno possono comparire sonnolenza, spossatezza, depressione, rash petecchiale che inizia dal petto fino ad estendersi a tutto il corpo, esantemi emorragici sul palato molle e sulla faringe, congiuntiviti, arrossamenti al viso e ingrossamento del fegato con dolore localizzato.
Verso il quarto o quinto giorno possono manifestarsi emorragie dal naso, dalle gengive, dall’utero, dall’intestino, dai polmoni, ematuria, ematemesi, grandi ematomi ed ecchimosi.
La febbre resta costantemente alta dai 5 ai 12 giorni. Può tuttavia presentare un andamento bifasico.
Dopo il quinto giorno di malattia nei casi più gravi si verificano insufficienza renale rapida e insufficienza epatica o polmonare improvvise.

### Diagnosi
L’infezione può essere diagnosticata con un’anamnesi che consideri i viaggi recenti del paziente e con l’analisi di campioni di sangue e tessuti, nei quali, nei primi 5 giorni di malattia, il virus può essere isolato.
Dopo 6 giorni possono essere identificati nel siero gli anticorpi. In pazienti con forma letale di malattia e in pazienti nei primi giorni di infezione non viene di solito sviluppata una risposta anticorpale rilevabile, pertanto la diagnosi si ottiene isolando il virus.
L’isolamento può avvenire tramite coltura cellulare di una sospensione di sangue o tessuti, seguita da immunofluorescenza (durata 1-5 giorni), oppure mediante inoculazione intracerebrale del virus in topi (durata 6-9 giorni).
L’infezione può anche essere diagnosticata con il metodo ELISA (Enzyme-Linked Immunoabsorbent Assay).

## Prognosi
Il tasso di mortalità è di circa il 30% (con variazioni tra il 2% e il 50%), mentre il decesso si verifica di solito tra il quinto e il quattordicesimo giorno.
I pazienti che riescono a guarire migliorano generalmente verso il nono o il decimo giorno dall’inizio della malattia, richiedendo comunque una lunga convalescenza, talvolta superiore all’anno. Tuttavia i sopravvissuti non presentano solitamente sequele permanenti.

## Trattamento
L’approccio alla gestione della malattia consiste nel trattamento e nel supporto dei sintomi con ricovero in ospedale e isolamento del paziente in condizioni di massima sicurezza. Nei casi più gravi le cure supportano le funzioni vitali del paziente.
La somministrazione endovenosa di ribavirina, se assunta per 10 giorni entro 6 giorni dal morso della zecca, ha portato benefici nella cura delle infezioni. Anche la somministrazione per via orale si è dimostrata efficace.

## Prevenzione
Nonostante in passato, in Europa orientale e nei paesi dell’ex Unione Sovietica, sia stato utilizzato un vaccino derivato da cervello di topo, oggi non esiste un vaccino sicuro per uso umano. L’unica modalità per ridurre l’infezione è la sensibilizzazione alla prevenzione del virus.
Per ridurre il rischio di trasmissione dalle zecche all’uomo occorre indossare abiti protettivi e di colore chiaro, utilizzando repellenti approvati su pelle e indumenti. Per evitare il contatto con sangue o tessuti infetti di animali è raccomandato indossare indumenti protettivi durante la loro manipolazione, in particolare durante le procedure di abbattimento e durante la macellazione. Per ridurre il rischio di trasmissione fra persone si deve evitare il contatto fisico con persone infette, indossando guanti e dispositivi di protezione durante la loro cura, lavandosi le mani dopo l’assistenza o dopo la visita.
È inoltre consigliato esaminare regolarmente vestiti e pelle per la presenza di zecche, cercando di evitare le zone più prolifiche.
Bisognerebbe inoltre eliminare o controllare le infestazioni di zecche e mettere gli animali in quarantena almeno due settimane prima della macellazione.